# 郝家营乡
郝家营乡，是中华人民共和国河北省张家口张北县下辖的一个乡镇级行政单位。

## 行政区划
郝家营乡下辖以下地区：
大庙营村、围子村、对口淖村、膳房子村、牡丹花村、盘城营村、万顺堂村、杨家营村、察老勿旗村、脑包洼村、三义美村、新地房村、察汗囫囵村、西高庙村、五福堂村、玉带湾村和四围子村。